# Куницкий, Ярослав Корнилович
Ярослав Корнилович Куницкий (укр. Ярослав Корнилович Куницький; 26 февраля 1926, Брюховичи — 6 марта 2009, Торонто) — штурмшарфюрер 14-й ваффен-гренадерской дивизии СС «Галичина», один из самых молодых её офицеров.

## Биография
Родился в Брюховичах (повят Перемышляны). Родители: священник отец Корнил, мать Иозефа. Сёстры: Стефания, Мария, Лидия. Брат Феофан. Окончил народную школу в Букачевцах (Рогатинский повят), где отец был священником. Окончил 2-ю украинскую государственную гимназию во Львове. Семья в годы войны укрывалась в соборе святого Юра. По некоторым данным, Куницкий даже пытался оказывать помощь местным евреям.
15 марта 1943 года Куницкий был мобилизован в 14-ю дивизию СС. До 15 февраля 1944 года проходил обучение в Гайделагере в 5-м подразделении пулемётчиков, сС 16 февраля по 1 апреля служил в боевой группе полковника Байерсдорфа в Любачёвском районе, с 14 апреля по 12 июля 1944 года проходил курсы обучения младших офицеров в Лявенбурге, с 15 июля по 15 декабря учился в офицерской школе Брауншвейга. После завершения учений в чешских Лешанах, проходивших со 2 января по 17 марта 1945 отправился на фронт, прибыл под Фельбах 20 марта в звании унтерштурмфюрера СС и вступил в 29-й гренадерский полк в егерскую роту.
Попал в плен в Италии, с мая 1945 по ноябрь 1946 года находился в плену, после чего эмигрировал в Канаду, где и прожил остаток жизни.
Наиболее распространённая в Интернете фотография молодого Куницкого, на которой он носит петлицы штурмшарфюрера СС, часто подписывается как «Ярослав Овад».